# Шаумян, Вагинак Арутюнович
Вагина́к Арутю́нович Шаумя́н (1899—1966) — советский учёный, зоотехник-селекционер, один из создателей костромской породы крупного рогатого скота. Доктор сельскохозяйственных наук (1949), профессор. Лауреат Сталинской премии, заслуженный деятель науки РСФСР.

## Биография
Родился в местечке Дилижан (Армения) в семье рабочего-кустаря (колесника), один из 9 сыновей. Брат Г. А. Шаумяна. Учился в духовной семинарии в Эчмиадзине (1915—1917).
В 1917—1918 работал молотобойцем. Активный участник Гражданской войны в Армении. В 1920—1923 гг. служил в ЧОНе.
Окончил Тимирязевскую сельскохозяйственную академию (1923—1929) и её аспирантуру.
В 1932—1933 доцент ТСХА. В 1933—1936 гг. начальник политотдела и и. о. директора Мещеряковского молочного совхоза Омской области (совхоз № 422).
В 1937—1949 гг. директор совхоза «Караваево» Костромской области.
Организатор (1949) и первый директор Костромского сельскоxозяйственного института, с 1950 года заведовал кафедрой генетики и разведения сельскохозяйственных животных.
Награждён орденами Ленина, Трудового Красного Знамени (1961) и большой золотой медалью ВСХВ.
Умер во время хирургической операции.